# Painteria leptophylla
Painteria leptophylla là một loài thực vật có hoa trong họ Đậu. Loài này được (DC.) Britton & Rose miêu tả khoa học đầu tiên.